# إلياس أتماتسيدس
إلياس أتماتسيدس (باليونانية: Ηλίας Ατματζίδης)‏ مواليد 24 أبريل 1969 في كوزاني، هو لاعب كرة قدم يوناني سابق كان يلعب كحارس مرمى. سبق له أن لعب في كأس العالم لكرة القدم مع منتخب بلاده. لعب خلال مسيرته 284 مباراة سجل خلالها 1 أهداف.

## المسيرة الاحترافية

### أندية لعب لها
- أيك أثينا
- نادي باوك

## روابط خارجية
- إلياس أتماتسيدس على موقع قاعدة بيانات كرة القدم.إي يو (الإنجليزية)
- إلياس أتماتسيدس على موقع ناشيونال فوتبول تيمز (الإنجليزية)